# Diesella
Diesella var et firma i Kolding, der producerede små hjælpemotorer til cykler. Det blev grundlagt i 1943. Senere producerede firmaet knallerter, der blev kendt over hele landet.

## Historie
I 1943 startede Eli Andersen Diesella i Kolding, der først producerede små hjælpemotorer, der havde rulletræk direkte på baghjulet af en cykel (en såkaldt røvskubber) og var på 50 kubikcentimeter. De var beregnet til at montere på cykler og bladet Motor skrev: "Cykelmotoren koster 720 kr. iberegnet montering og omsætningsafgift til staten (120 kr.). Alt i alt må man dog regne med at komme op på små 800 kr., da loven kræver dynamolygte, baglygte, forgaffelforstærker og et lille horn."
I årene efter 2. verdenskrig oplevede Diesella en kraftig vækst, og  i 1952 sendte Diesella den såkaldte autocykel eller knallert på markedet. Knallerten blev en stor succes, og på et tidspunkt solgte Diesella ca. 200 knallerter om dagen, eller ca. 40.000 om året og endte med at blive Danmarks største knallertfabrik.
Diesellas produktion af knallerter ebbede ud i midten af 1960'erne, da konkurrencen fra udenlandske knallerter blev større, og i 1967 rullede den sidste knallert ud fra fabrikken i Kolding. Dette var dog ikke enden for Diesella, der udviklede nye forretningsområder, bl.a. fremstilling af dele til brug i landbrugs- og entreprenørmaskiner.